# Amphipyra tripartita
Amphipyra tripartita ist ein in Asien vorkommender Schmetterling (Nachtfalter) aus der Familie der Eulenfalter (Noctuidae).

## Merkmale

### Falter
Mit einer Flügelspannweite von 51 bis 57 Millimetern zählen die Falter zu den größeren Amphipyraarten. Die Vorderflügeloberseite hat eine dunkle rotbraune bis schwarzbraune Farbe. Die Diskalregion ist von breiten, geraden weißen Querlinien begrenzt, wobei die äußere Querlinie in Richtung Saum rötlich angelegt ist. Ring- und Nierenmakel sind nicht erkennbar. Die Hinterflügeloberseite ist zeichnungslos schokoladenbraun. Sämtliche Flügelunterseiten sind zeichnungslos und haben eine dunkelbraune Farbe.

### Ähnliche Arten
Aufgrund der markanten Zeichnung der Falter ist die Art unverwechselbar.

## Verbreitung und Lebensraum
Amphipyra tripartita kommt im Osten Chinas, in Korea sowie auf den japanischen Inseln Honshū , Shikoku, Kyūshū und Tsushima vor.

## Lebensweise
Die nachtaktiven Falter bilden eine Generation im Jahr, die von August bis Oktober fliegt. Details zur Lebensweise der Art müssen noch erforscht werden.